# Mad Max: más allá de la cúpula del trueno
Mad Max Beyond Thunderdome (conocida en Hispanoamérica y España como Mad Max: más allá de la cúpula del trueno) es una película australiana de ciencia ficción apocalíptica y acción de 1985 dirigida por George Miller y George Ogilvie y protagonizada por Mel Gibson, Tina Turner y Bruce Spence. Es la secuela de Mad Max 2 (1981). Fue nominada a un Globo de oro el año de su estreno. En esta película, Max (Mel Gibson) es exiliado en el desierto por la corrupta Tía Ama (Tina Turner), líder de una comunidad conocida como la Negociudad, donde termina encontrando una comunidad infantil abandonada alrededor de un avión Boeing 747 y del recuerdo de un capitán muerto.

## Argumento
La historia de Max Rockatansky continúa en ambientes totalmente desérticos, ya sin restos de la antigua civilización después de una guerra mundial. Max recorre el vasto páramo por medio de una carroza arrastrada por una manada de camellos. Esta es robada por un aviador llamado Jedediah (Bruce Spence), quien vuela con su hijo. 
Max cae al suelo después de la embestida por el aparato del aviador, quien se lleva la carroza hacia un emporio comercial llamado Negociudad (Bartertown en inglés) en las montañas. Para suerte de Max, un mono dentro de la carroza le arroja algunas de sus pertenencias: sus botas, armas y un silbato, el cual le ayudaría en una escena posterior. Ya despojado de sus bienes, va derecho hacia Negociudad siguiendo las huellas de su camión, que es un sitio urbano donde los ladrones entran a hacer negocio para, presuntamente, construir un nuevo mundo.
Max ingresa a las puertas de Negociudad, la cual está estrictamente observada por los guardias de la fundadora, conocida como la Tía Ama (Aunty Entity en inglés, el papel de Tina Turner). En el camino se encuentra con comerciantes, muchos de los cuales en el pasado fueran ladrones que no se asemejaban a los de Mad Max 2. Ingresa a la cola de nuevos ciudadanos de Negociudad, pero inicialmente no se le admite por no tener bienes con que comerciar, pero sorprende al encargado, conocido como El Colector (Frank Thring), apuntándole con un arma. Un guardia se apresta a atacar a Max pero este lo detiene por sorpresa con su famosa escopeta de doble cañón usada en las películas anteriores y le apunta al encargado a su cabeza con otra pistola, lo que llama la atención del encargado y le ofrece un negocio. Max termina comerciando o intercambiando sus habilidades para la lucha, y se le lleva ante Tía Ama.
Al ingresar al salón elevado de Tía Ama, subiendo por un ascensor que funciona con fuerza humana, se le pone a prueba para sobrevivir a los ataques de sus guardias, Max revela que era policía antes de la guerra mundial y tiene habilidades con las armas. Al conseguirlo, la Tía entra a negociar con Max y ella le muestra el funcionamiento de la ciudad comercial, y con un telescopio que se extiende bajo la tierra, a un dúo que rige esa planta: Maestro-Golpeador (Master-Blaster en inglés, protagonizado por Angelo Rossitto como Maestro y Paul Larsson como Golpeador). La energía de Negociudad y sus aparatos consumen energía del metano, que proviene de las heces de cerdo. 
El dúo Maestro-Golpeador dirige la planta de energía, llamada Submundo: Golpeador es temido por su fuerza y Maestro es un enano viejo y arrogante pero con conocimientos superiores al resto de Negociudad, que le permiten hacerla funcionar. A pesar del fuerte deseo que la Tía tiene por desafiarlos, no puede hacerlo públicamente, y justamente tiene a Max para entablar un trato y resolver ese problema. El trato consta en conspirar furtivamente contra el dúo y dar muerte a Golpeador para poder dominar al cerebro, el Maestro. Entonces Max se infiltra en la planta como trabajador en la zona, recolectando las heces del cerdo.
Dentro del submundo, la planta donde se trabaja el metano, Max conoce diversas personas y se encuentra con Maestro-Golpeador, quien casualmente ha adquirido el vehículo que le robaron. Es obligado a desactivar un explosivo que protege su vehículo, revelando a todos que Max es su dueño. El Matador de Cerdos (Pigkiller, Robert Grubb) cree en que él iría a ser su salvación de esa esclavitud a la que los peones del submundo están sometidos.
Al reafirmar el pacto con la Tía, Max desafía a Maestro-Golpeador durante una noche, para provocar una pelea, en un camino en las afueras de la Cúpula del Trueno (Thunderdome en inglés). Es el sitio donde dos personas sostienen una querella, bajo la consigna "Dos hombres entran, (sólo) uno sale" ("Two men enter, one man leaves"). Ambos, entonces, deciden arreglar sus diferencias peleando en el interior de la cúpula. 
Durante el combate Max sufre los ataques de Golpeador, y se acordó de su punto débil: el pitido. En algún momento lo debilita con el silbato que lleva consigo y lo vence. Según las leyes de la pelea en la Cúpula del Trueno, Max tenía que matar a Golpeador, pero se resiste al presentar este discapacidad intelectual. Al final, uno de los más cercanos centinelas, Barra de Acero (Ironbar, Angry Anderson) le da muerte a Golpeador. El trato fue roto, y como consecuencia de ello, Max es forzado a girar la rueda de la fortuna, cuyas alternativas son: Muerte, Trabajos Forzados, Perdón, Gulag (destierro al desierto), Decisión de la Tía Ama, Gira otra vez, Confiscar mercancías, Submundo, Amputación, y Cadena perpetua. Su suerte cae en Gulag y es desterrado hacia el desierto.
En medio del desierto, Max es rescatado por una tribu de niños perdidos, cuyos padres murieron en un vuelo de un avión enterrado en medio del desierto. Ellos crearon un ritual que invoca el llamado de un mesiánico Capitán Walker, quien los rescataría y los llevaría al "Mundo o Tierra del Mañana-Mañana" ("Tomorrow-morrow land"). Los niños intentan reavivar a Max, le cortan sus cabellos y Max en algún momento despierta. Pero al hablar les intenta convencer de que no existe tal mundo del Mañana-Mañana, que deben conformarse en vivir en su oasis y el único punto al cual llegarían sería Negociudad, donde podrían encontrar la muerte si no fuese por la hostilidad del desierto. No obstante, Savannah Nix, la lideresa de los niños (Helen Buday) se niega a aceptar la inexistencia del mundo del Mañana-Mañana y decide partir en su búsqueda, aventurándose en el desierto con un grupo de partidarios. Aunque Max se lo impide en un primer intento (recurriendo incluso a la violencia), durante la noche consiguen su propósito mientras Max duerme.
Al descubrirlo, Max les sigue para traerlos de vuelta. Los alcanza cuando uno de los niños está atrapado en un pozo de arena, pero no consigue rescatarlo. Al haberse adentrado demasiado en el desierto, la única opción para sobrevivir e intentar el regreso es alcanzar Negociudad. Consiguen infiltrarse en el Submundo, y liberan al Matador de Cerdos y al Maestro, el cual está hecho prisionero por la Tía. Con la ayuda de éstos roban la locomotora que sirve como generador y huyen de Negociudad, pero los guardias reaccionan y empieza una persecución que retoma parte de la acción de las películas anteriores. Los guardias y la Tía persiguen la locomotora que robaron desde el Submundo. Al haber escapado de los soldados, se tropiezan con el hijo de Jedediah y entran a su escondite. Max y los niños que le seguían le piden evacuar en el avión de Jedediah. Inicialmente no consiguen volar debido la sobrecarga. Para suerte de todos, uno de los niños de la tribu ha robado un carro de los guardias de la Tía y Max le ordena que acompañe a la tribu. Max y el aviador van en dirección contraria a los guardias de la tía y Max se inmola contra toda la caravana, derribando diversos vehículos que los persiguieron, muriendo varios guardias, incluyendo a Barra de Acero. Al final, la Tía Ama encuentra a Max en el suelo y decide dejarlo a su suerte, regresando a Negociudad. En la tripulación de la aeronave, sólo quedan los niños guiados por Savannah, Jedediah el piloto, el Matador de Cerdos y Maestro.
En el vuelo, los niños consiguen llegar a una destruida Sídney por la guerra, la que reconstruyen con los años como si fuera el Mundo del Mañana-Mañana. Savannah, ahora una madre, recita un relato sobre el viaje que los habitantes realizaron en el avión y sobre el hombre que los salvó, y como encienden las luces de la ciudad por la noche, para que Max los encuentre y como un homenaje a su memoria. Mientras, Max sigue vagando en el desierto, con rumbo incierto, pero buscando la ciudad donde es, finalmente, bienvenido.

## Reparto

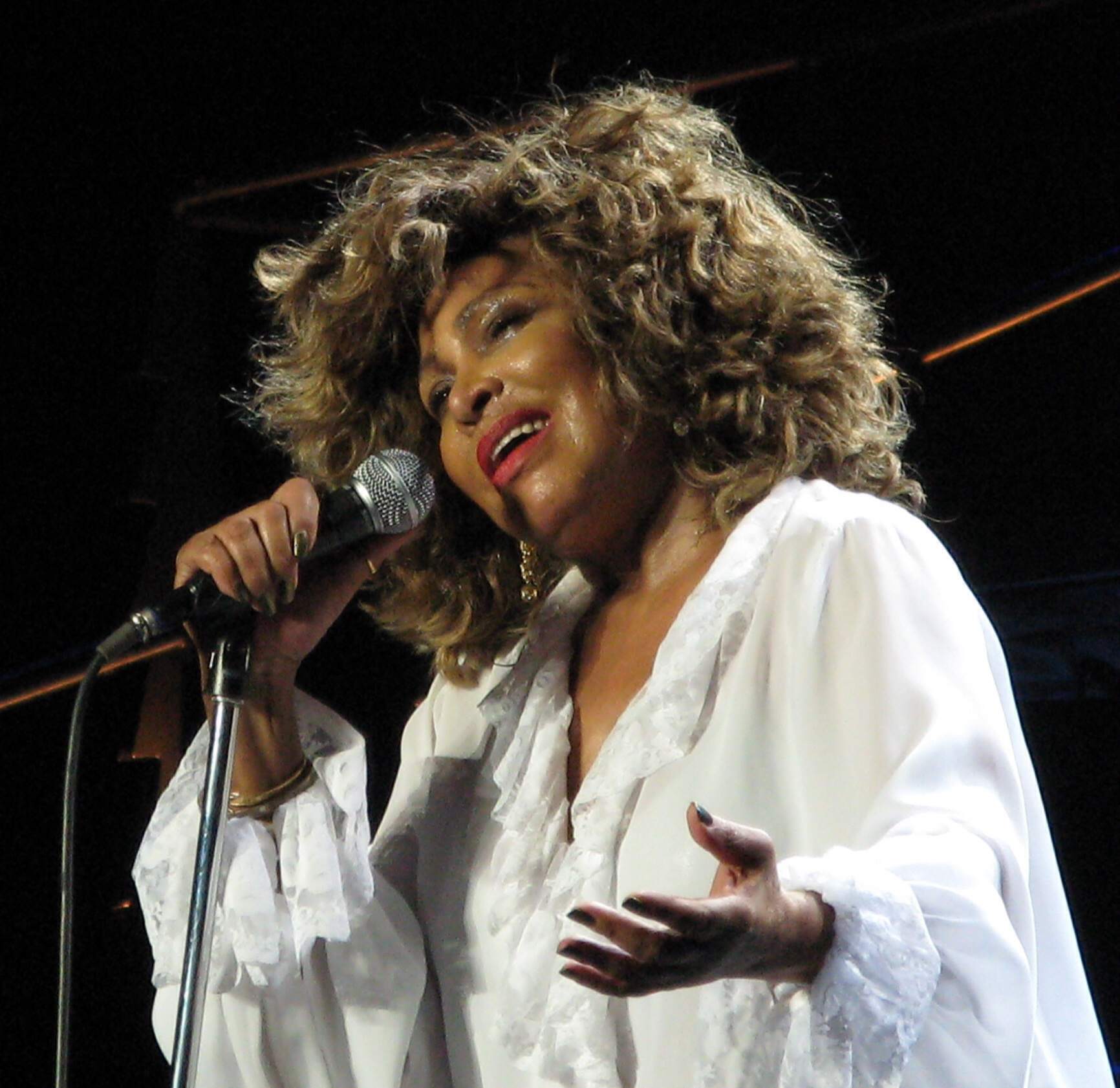
Tina Turner protagonizó a la villana principal de la película.

| Actor | Personaje             |
| --- | --------------------- |
| Mel Gibson | "Mad" Max Rockatansky |
| Tina Turner | Tía Ama.              |
| Bruce Spence | Jedediah el piloto.   |
| Adam Cockburn | Jedediah Jr.          |
| Frank Thring | El Coleccionista      |
| Angelo Rossitto | El Maestro            |
| Paul Larsson | Destructor            |
| Angry Anderson | Ironbar Bassey        |
| Robert Grubb | Pig Killer            |
| Helen Buday | Savannah Nix          |
| Tom Jennings | Slake M'Thirst        |
| Edwin Hodgeman | Dr. Dealgood          |
| Rod Zuanic | Scrooloose            |
| George Spartels | Blackfinger           |
| Bob Hornery | Waterseller           |
| Andrew Oh | Ton Ton Tattoo        |
| Mark Spain | Sr. Skyfish           |
| Mark Kounnas | Gekko                 |
| Justine Clarke | Anna Goanna           |
| Shane Tickner | Eddie                 |
| Toni Allaylis | Cusha                 |
| James Wingrove | Tubba Tintye          |
| Adam Scougall | Finn McCoo            |
| Tom Jennings | Slake                 |
| Gerry D'Angelo, Travis Latter, Miguel López y Paul Daniel | Cazadores             |
| Tushka Hose, Emily Stocker y Sandie Lillingston | Guardias              |
| Adam Willits | Sr. Scratch           |
| Ben Chesterman, Liam Nikkinen, Dan Chesterman, Christopher Norton, Katharine Cullen, Heilan Robertson, Gabriel Dilworth, Hugh Sands, Rebekah Elmaloglou, Marion Sands, Shari Flood, Kate Tatar, Rachael Graham, Pega Williams, Emma Howard, Tarah Williams, Joanna McCarroll, Daniel Willits, Toby Messiter y Tonya Wright | Los recolectores      |

## Producción
La historia tiene lugar en ambientes totalmente desérticos, a diferencia de la anterior entrega, y también transcurre en un oasis. La película fue filmada en zonas áridas de Australia y los Estados Unidos.
La banda sonora, compuesta por Maurice Jarre, también incluye canciones compuestas por Graham Lyle y Terry Britten como We don't need another hero y One of the living, las cuales fueron interpretadas por Tina Turner. La primera de ellas fue otro éxito N.º 1 en la carrera de Tina Turner.
El personaje que interpreta Bruce Spence no es el mismo que en Mad Max 2. En esta parte interpreta a Jedediah el piloto, mientras que en la película anterior interpretaba al Capitán Gyro. Además, los personajes conducen diferentes artefactos voladores. En esta película actúa Angry Anderson, líder del grupo de rock australiano Rose Tattoo, como Ironbar.

## Temas
La historia tiene lugar en ambientes totalmente desérticos y un oasis, y fue grabada en zonas áridas de Australia y los Estados Unidos. A diferencia de Mad Max 2, no se puede notar ninguna carretera en los ambientes (salvo las vías férreas por donde se realizó el rescate de Maestro), ni mucho menos elementos que constituyan restos de ciudades destruidas, salvo hacia el final en donde presumiblemente aparece el Mundo del Mañana-mañana. Según lo que mencionan los protagonistas y algunos personajes más, se adiciona un hecho más a las causas de la ruina de la civilización: una guerra nuclear que ocurrió después de la guerra del petróleo.
Continuando con la historia y ambientación de Mad Max 2, se observa que sigue sin haber ninguna señal o resto de civilización, por lo que Negociudad aparece en principio como un franco intento de reconstrucción. También se muestran el estilo de peinado Mohawk del segundo film, aunque este aparece únicamente en los guardias de la Tía Ama. La acción automovilística está más reducida en comparación con las dos películas anteriores, y buena parte de la acción se centra en la pelea entre Golpeador y Max. Los niños perdidos son un símil a la historia de Peter Pan, más aún cuando se proponen encontrar esa utópica tierra del «Mañana-Mañana». Un crítico consideró que ellos representaban la esperanza de encontrar un mundo mejor.

## Recepción
La reacción crítica a la película fue en general positiva, aunque hubo algunos desacuerdos al respecto. La mayoría de las críticas se centraron en los niños que aparecen en la segunda mitad de la película, a quienes algunos encontraron demasiado similares a los Niños Perdidos de la historia de Peter Pan. Por otro lado, los críticos elogiaron la escena de lucha de la cúpula particular. El crítico Roger Ebert del Chicago Sun-Times se refirió a esta escena como "la primera idea realmente original sobre un combate desde que llegaron las primeras películas de karate" y elogió la pelea entre Max y Destructor como una de las mejores escenas de combate cuerpo a cuerpo en el cine. Ebert otorgó a la película la máxima calificación y la incluyó entre las diez mejores cintas de 1985. A pesar de contar con críticas generalmente positivas, algunos fanáticos se mostraron decepcionados por su tono ligero y falta de escenas de violencia, algo habitual en las dos primeras entregas de la serie.

## Lanzamientos internacionales
| País                                                                          | Fecha de estreno                   |
| ----------------------------------------------------------------------------- | ---------------------------------- |
| Alemania                                                                      | Jueves 26 de septiembre de 1985    |
| Argentina                                                                     | Jueves 7 de noviembre de 1985      |
| Australia                                                                     | Jueves 8 de agosto de 1985         |
| Austria                                                                       | Viernes 27 de septiembre de 1985   |
| Bélgica                                                                       | Miércoles 14 de agosto de 1985     |
| Belice · Costa Rica · El Salvador · Guatemala · Honduras · Nicaragua · Panamá | Miércoles 13 de noviembre de 1985  |
| Bolivia                                                                       | Martes 3 de diciembre de 1985      |
| Brasil                                                                        | Jueves 31 de octubre de 1985       |
| Chile                                                                         | Viernes 18 de octubre de 1985      |
| Colombia                                                                      | Jueves 19 de junio de 1986         |
| Dinamarca                                                                     | Viernes 15 de noviembre de 1985    |
| Egipto                                                                        | Lunes 3 de noviembre de 1986       |
| España                                                                        | Lunes 7 de octubre de 1985         |
| Estados Unidos · Canadá                                                       | Viernes 12 de julio de 1985        |
| Filipinas                                                                     | Miércoles 28 de agosto de 1985     |
| Finlandia                                                                     | Viernes 11 de octubre de 1985      |
| Francia                                                                       | Miércoles 25 de septiembre de 1985 |

| País                | Fecha de estreno                   |
| ------------------- | ---------------------------------- |
| Grecia              | Jueves 31 de octubre de 1985       |
| Hong Kong           | Jueves 21 de noviembre de 1985     |
| India               | Viernes 15 de julio de 1988        |
| Israel              | Viernes 13 de septiembre de 1985   |
| Italia              | Viernes 25 de octubre de 1985      |
| Japón               | Sábado 29 de junio de 1985         |
| Malasia             | Jueves 22 de agosto de 1985        |
| México              | Jueves 14 de noviembre de 1985     |
| Noruega             | Jueves 21 de noviembre de 1985     |
| Nueva Zelanda       | Viernes 23 de agosto de 1985       |
| Países Bajos        | Jueves 10 de octubre de 1985       |
| Perú                | Jueves 24 de octubre de 1985       |
| Portugal            | Viernes 4 de octubre de 1985       |
| Puerto Rico         | Jueves 29 de agosto de 1985        |
| Reino Unido Irlanda | Viernes 18 de octubre de 1985      |
| Singapur            | Jueves 19 de septiembre de 1985    |
| Sudáfrica           | Viernes 1 de noviembre de 1985     |
| Suecia              | Viernes 11 de octubre de 1985      |
| Suiza               | Miércoles 25 de septiembre de 1985 |
| Tailandia           | Sábado 14 de diciembre de 1985     |
| Taiwán              | Sábado 19 de octubre de 1985       |
| Uruguay             | Jueves 31 de octubre de 1985       |
| Venezuela           | Miércoles 23 de octubre de 1985    |

## Clasificación por edades
| País           | Calificación                 |
| -------------- | ---------------------------- |
| Alemania       | 16                           |
| Argentina      | 13                           |
| Australia      | M                            |
| Brasil         | 14                           |
| Canadá         | A/AA /13+                    |
| Chile          | 14+                          |
| Corea del Sur  | 12                           |
| España         | 13 (NRM13) 12 (NRM12) (2010) |
| Estados Unidos | PG-13                        |
| Filipinas      | G                            |
| Finlandia      | K-16                         |

| País        | Calificación |
| ----------- | ------------ |
| Francia     | U            |
| Islandia    | 12           |
| Israel      | PG           |
| México      | B            |
| Noruega     | 15           |
| Paraguay    | M-13         |
| Perú        | PT           |
| Portugal    | M/6          |
| Reino Unido | 15           |
| Singapur    | PG           |
| Suecia      | 15           |
| Colombia    | 7            |
| Puerto Rico | PG-13        |
| China       | 13           |
| Japón       | G            |